# Sid Meier's Colonization
Colonization es un videojuego diseñado por Sid Meier y publicado por MicroProse en 1994. Es un juego de estrategia por turnos ambientado en la época de la colonización europea del Nuevo Mundo. Comienza en 1492 y dura hasta el 1850. Fue originalmente lanzado para DOS, y después portado a Microsoft Windows y Amiga (1995).

## El juego
El jugador puede escoger una de cuatro potencias europeas, cada una tiene ciertas ventajas que reflejan las tendencias históricas de cada nación: los franceses son buenos cooperando con los nativos, mientras los españoles son mejores conquistándolos; las naves inglesas que visitan Londres encuentran más emigrantes voluntarios debido a la inquietud religiosa de la época; mientras los neerlandeses son mejores comerciantes. Se ha hablado mucho de la inclusión de los neerlandeses en perjuicio de los portugueses, que sin duda tuvieron un papel más importante en la colonización del continente americano.
Las mecánicas del juego son únicas en el género de la estrategia por turnos, aunque los jugadores del Civilization estarán familiarizados con muchos aspectos de este juego. Cabe destacar que es un juego mucho más orientado a la microgestión que su predecesor.

## Mecánica
El juego empieza, primero escoger que terreno vamos a generar. Si escogemos empezar en Nuevo Mundo, se generará un mapa totalmente al azar. En cambio, si optamos por la opción de América, el mapa preestablecido tendrá la topología de América. En personalizado te permite escoger los factores de terreno para la partida.
Luego se escoge la potencia con la que se desea jugar:
- Ingleses: ganan 2/3 de las «cruces» necesarias para tener más colonos disponibles en el muelle (representa la intranquilidad religiosa propia del país en la época)
- Franceses: aumenta sólo la mitad la barra de alerta india, los cuales al visitar tu aldea dan mejores objetos.
- Españoles: ganan 50% de fuerza al atacar las aldeas indias, y tienen 2 soldados veteranos disponibles en la dificultad Conquistador.
- Neerlandeses: el Mercado de Ámsterdam (su capital) fluctúa muy poco y empiezan con un barco mercante en vez de una carabela.